# Уитли (окръг, Индиана)
Окръг Уитли (на английски: Whitley County) е окръг в щата Индиана, Съединени американски щати. Площта му е 875 km², а населението е 34 191 души (1 април 2020). Административен център е град Колумбия Сити.